# NGC 5039
NGC 5039 је спирална галаксија у сазвежђу Девица која се налази на NGC листи објеката дубоког неба.
Деклинација објекта је - 4° 9' 29" а ректасцензија 13h 14m 52,0s. Привидна величина (магнитуда) објекта NGC 5039 износи 15,4 а фотографска магнитуда 16,3.